# Citizen

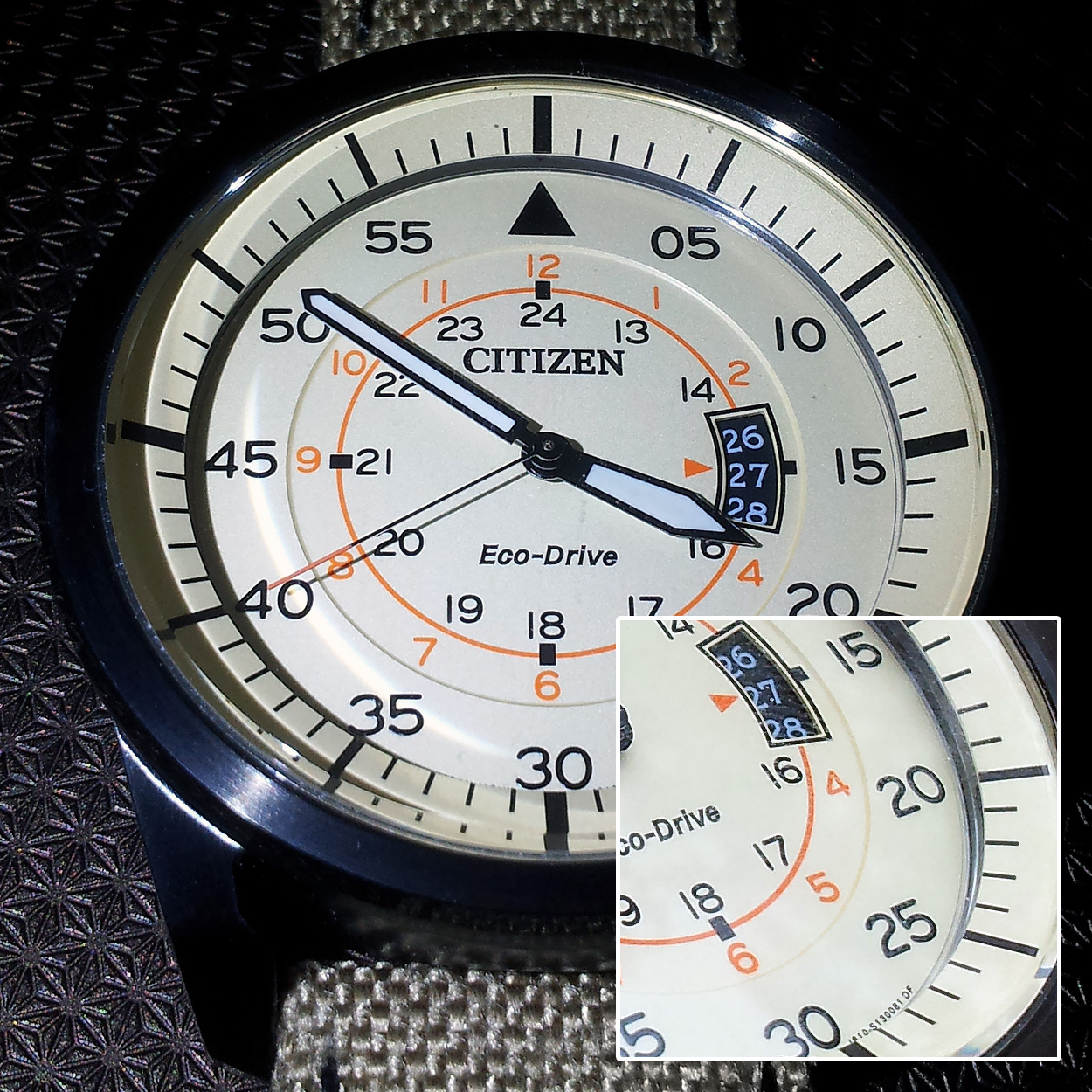
Hodinky Citizen s pohonem Eco-Drive

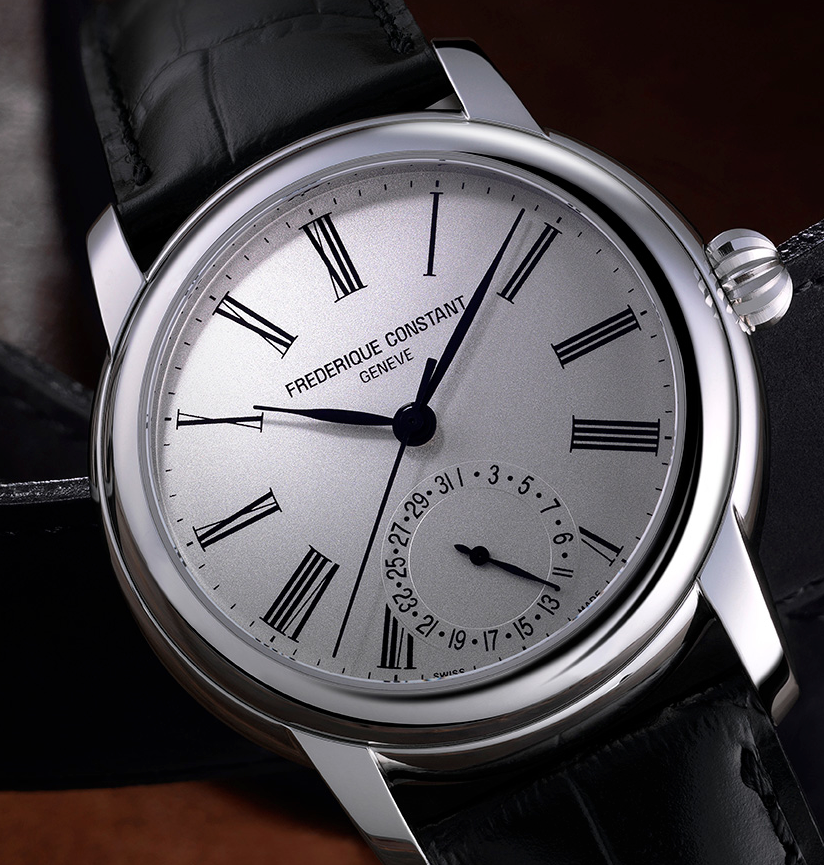
Frédérique Constant, švýcarský výrobce hodinek a dceřiná společnost Citizen

Citizen (plným jménem anglicky Citizen Holdings Co., Ltd., japonsky シチズンホールディングス株式会社, Šičizun Hórudingusu kabušiki gaiša) je japonská globální korporace se zaměřením na výrobu hodinek, jemnou mechaniku a elektroniku se sídlem v Tokiu. Společnost navazuje na výzkumný ústav hodinkový Šókóša (Shokosha, japonsky 尚工舎時計研究所, Šókóša tokei kenkjúšo), hodinky začala firma vyrábět roku 1924, holding vznik roku 1930 (Citizen Watch).
Pod značkou Q&Q prodával Citizen v 80. letech 20. století vlastní digitální hry a později i hodinky.
V průběhu 20. století zůstává větev Citizen Watch důležitou roli ve výrobě hodinek a strojků (v hodinkách cizích výrobců pod jménem Miyota), včetně hodinek poháněných quartzovým oscilátorem. Další technologie vyvinutá společností Citizen je solární pohon hodinek Eco-Drive. Umělé i přirozené světlo prochází ciferníkem a přes solární článek dobíjí akumulátor, který pohání strojek hodinek.
Citizen dnes vlastní amerického výrobce Bulova. Společnost se věnuje i výrobě křemíkových krystalů vůbec a elektroniky využívající tyto krystaly (kalkulačky, senzory, IT techniku). Význam má i odvětví další mechanické stroje, jako CNC obráběcí stroje, tiskárny a také šperky.
Citizen vlastní i další značky, například Bulova a Frederique Constant.